# Hipotermia (powieść)
Hipotermia (isl. Harðskafi) – powieść kryminalna islandzkiego pisarza Arnaldura Indriðasona, opublikowana w 2007, a w Polsce w 2016 (w tłumaczeniu Jacka Godka). Jest ósmą powieścią cyklu o detektywie Erlendurze Sveinssonie.

## Treść
Akcja dotyczy samobójstwa Marii, żony Baldwina. Maria, której niedawno zmarła matka, była osobą bardzo religijną, interesowała ją też problematyka życia po śmierci (m.in. spotykała się z medium, tajemniczą Magdaleną). Większość osób nie podejrzewałoby jej o próby samobójcze. Erlendur, otrzymawszy od jej przyjaciółki pewne informacje, prowadzi nieoficjalne śledztwo w tej sprawie, które jest niechętnie przyjmowane przez zwierzchników. Dowiaduje się m.in., że ojciec Marii wiele lat temu utonął na jej oczach w jeziorze. Ówczesne śledztwo przeprowadzono wyjątkowo niedbale. W tym tomie powraca także temat brata Erlendura, którego ciała, po burzy śnieżnej, w dzieciństwie, nigdy nie odnaleziono.